# I Want You (Janet Jackson)
I Want You è una canzone della cantautrice statunitense Janet Jackson estratta come secondo singolo dal suo ottavo album in studio, Damita Jo pubblicato dalla Virgin Records nel 2004. Venne pubblicato nella maggior parte dei paesi come un singolo doppio lato A assieme al singolo All Nite (Don't Stop).
La canzone è diventata il trentatreesimo singolo consecutivo della Jackson ad entrare nella classifica Hot R&B Songs di Billboard ed è stata certificata Disco di Platino dalla RIAA per aver venduto oltre un milione di copie negli Stati Uniti ed è stata candidata ad un Grammy Award come Miglior performance vocale R&B femminile.

## La canzone
La canzone fu scritta e composta da Harold Lilly, Kanye West e John Legend, mentre la produzione è stata curata da West, Jimmy Jam & Terry Lewis e Janet Jackson. Venne scritta volutamente con uno stile rétro ispirato al sound della musica anni 60/70 dell'era della Motown.

## Il video
Il videoclip della canzone venne diretto dal regista Dave Meyers, stesso regista scelto dalla Jackson per il video precedente realizzato per il singolo Just a Little While. Il video venne girato quasi completamente utilizzando dei piani sequenza mentre la telecamera mostra l'artista che vaga per una città statunitense affollata, entrando in un supermercato e salendo anche su un bus, mentre canta le sue pene d'amore. Alla fine del video l'artista incontra il suo amato, che sta insegnando a dei bambini a giocare a pallacanestro, che è interpretato dal produttore e rapper Jermaine Dupri, all'epoca compagno della cantante anche nella vita reale.

## Tracce
Nella maggior parte dei paesi la canzone venne pubblicata come un singolo doppio lato A assieme alla canzone All Nite (Don't Stop), terzo singolo estratto dall'album Damita Jo, ma circolavano anche molte versioni promo del singolo, tra cui le seguenti:

### CD singolo promo (Taiwan)[9]
1. I Want You – 4:05 (Harold Lilly, Kanye West e John Legend)
2. Just A Little While (UK Mix) – 4:07 (Dallas Austin, Janet Jackson)

### CD singolo promo (Stati Uniti)[10]
Testi e musiche di Harold Lilly, Kanye West e John Legend.
1. I Want You (Radio Edit) – 3:50
2. I Want You (Album Version) – 3:59
3. I Want You (Instrumental) – 3:59

## Classifiche
| Classifiche (2004)                | Posizione massima |
| --------------------------------- | ----------------- |
| Regno Unito                       | 19                |
| Regno Unito (Dance)               | 5                 |
| Regno Unito (R&B)                 | 3                 |
| Stati Uniti Billboard Hot 100     | 57                |
| Stati Uniti Hot R&B/Hip-Hop Songs | 18                |